# Ermida de Nosso Senhor do Cruzeiro
A ermida de Nosso Senhor do Cruzeiro ou capela de Nosso Senhor do Cruzeiro é uma capela localizada na rua do Cruzeiro, freguesia da Ajuda, em Lisboa.
A processo de classificação desta capela teve início em 1991, tendo sido arquivado como "sem protecção legal" em 2012.
A capela, de pequenas dimensões, foi construída provavelmente a par do Palácio Nacional da Ajuda, numa altura em que D. Maria I reinava em Portugal. Existem referências à existência de uma ermida já no século XVI,  que foi substituída pela actualmente existente.
O nome da ermida deriva de um cruzeiro que teria sido aí depositado em consequência de um voto que um marinheiro teria feito antes de uma viagem. O cruzeiro possui a inscrição do nome do marinheiro: "GASPAR MANSO Patrão Mor ME POS 1609". O cruzeiro foi transferido no fim do século XX para o Museu Arqueológico do Carmo.
Até ao ano de 1901 realizava-se no local uma festa e celebrada uma missa anualmente, derivada da devoção a uma imagem do Nosso Senhor do Cruzeiro e de Rio Seco. A seguir a essa data, a devoção terminou e o estado da ermida degradou-se. Foi mais recentemente recuperada.